# Духовников, Андрей Эрихович
Андрей Эрихович Духовников (род. 29 ноября 1966, Ленгер, ныне Казахстан) — белорусский художник.
Живёт в Белоруссии с 1982 года, окончил художественно-графический факультет Витебского государственного университета (1993).
Член Белорусского союза художников с 1999 года. Занимается графикой и станковой живописью. Активно экспериментирует с материалами и поверхностями.

## Выставки
- 1988 — студенческая выставка, г. Витебск (кинотеатр «Спартак»)
  - 1991 — республиканская выставка «Белый фестиваль», г. Минск (Дворец искусств)
  - 1991 — выставка «Сад», г. Могилев (выставочный зал областной организации БСХ)
  - «SessioArt 1992.1993»,
  - 1993 — выставка «Ещё раз про Витебск», г. Витебск /Музыкальная гостиная
  - 1997 — выставка «4», г. Могилев (выставочный зал областной организации БСХ)
  - 1999 — республиканская выставка к 200-летию А. С. Пушкина, г. Минск (Республиканская художественная галерея/Дворец искусства);
  - 1999 — Республиканская выставка «Портрет художника», г. Минск (Республиканская художественная галерея/Дворец искусства);
  - 1999 — республиканская выставка «Новые имена», , г. Минск (Республиканская художественная галерея/Дворец искусства);
  - 2001 — международная выставка-триеннале графики, г. Канагава (Япония)
  - 2001 — проект «ZAMAK», г. Витебск (Литературный музей);
  - 2001- проект «ZAMAK», Минск (Музей современного искусства);
  - 2001- проект «Нашествие Комедиантов», г. Москва (Арт-клуб «Галерея» ЦДХ)
  - 2002 — областная выставка «Графика-2002», г. Витебск (в/з БСХ)
  - 2003 24.03. — выставка «Витебский ноктюрн», г. Минск (Институт Гёте)
  - 2003 — выставка «Сказки старого города», г. Витебск (Арт-центр Марка Шагала);
  - 2003 — проект «Collektion», г. Орша (Музей В. Короткевича)
  - 2004 — выставка «Прощание с этим городом», г. Витебск (Литературный музей)
  - 2005 — выставка «Маленькие города Германии», г. Рибург-Локкум (Германия)
  - 2007 — выставка «Арт-Манеж-2007», г. Москва (ЦВЗ «Манеж»)
  - 2008 — выставка «Традиции и современность», г. Москва (ЦВЗ «Манеж»)
  - 2011 — областная выставка «Художники Витебска конца XX — начала XXI века», г. Витебск (Художественный музей)
  - 2012 — выставка-экспромт «Два окна с видом на небо», г. Витебск (ВОКМ)
  - 2012 — проект «Витебск. Вход со двора» (совместно с Дмитрием Горолевичем, г. Витебск (Художественный музей)
  - 2013 — персональная выставка в галерее «Б» Дома искусств, г. Франкфурт-на-Одере (Германия)
  - 2014 — персональная выставка графики . «Witebsker Impressionen». Берлин
  - 2015 — персональная выставка «Хроники отсутствия», г. Витебск (ВЦСИ)
  - 2015 — BONDY-ARTS-INTERNATIONAL 37ème SALON D’AUTOMNE 2015
  - 2016 — групповая международная выставка «Выдуманная реальность. Мастер и Маргарита», г. Москва (галерея «На Каширке»)
  - 2017 — персональная выставка «Так никогда и не сказанные слова» г. Витебск (ВОКМ)
  - 2018 — Международный фестиваль современного искусства «Арт-Минск»14.04.18
  - 2019 — персональная выставка (Музыкальная гостиная, Витебск)
  - 2019 — Международный фестиваль современного искусства «Арт-Минск»16.05.18
  - 2020 — проект "Онлайн-выставка «Художник и город» при поддержке банка ВТБ (проект реализует коммуникационная кампания GBS совместно з Музеем-мастерской Заира Азгура и музеем «Витебский центр современного искусства» при поддержке Минского городского исполнительного комитета, Минск)
  - 2020 — Новая Реальность. К 100-летию УНОВИС. Новая Третьяковка, центральный зал СХР. Москва
  - 2021 — пленер
  - 2021 — «Две тысячи восемьсот семидесятый понедельник» 29.11.2021 
  - 2022 — Фестываль графікі "ПАПЕРА І ЛІНІЯ"Минск. Рэспубліканская мастацкая галерэя «Палац мастацтва»
  - 2022 — 10 лет «Мастер промоушен» Польша
  - 2022 — персональная выставка «Вполголоса» Витебск. ВЦСИ «Арт-пространство Толстого 7» 17.12.2022 
  - 2023 — London Art Biennale 2023 26.07 −30.07 2023 509 King’s Road